# Макаби Ирони Ашдод
ФК Макаби Ирони Ашдод (на иврит: מועדון כדורגל מכבי עירוני אשדוד; на английски: Maccabi Ironi Ashdod F.C.) е израелски футболен клуб от град Ашдод.

## История и Важни събития
- Клубът е основан през 1961 г. от Членове на Макаби заселници в Ашдод. През сезон 1961/62 се Записани са в Към последната лига в Израел.
- В края на сезона 1979/80, Екипът стигна до 4-та дивизия.
- В края на сезона 1992/93, Екипът стигна до Висша лига на Израел.
- През юли 1999 г. клубът се слива с градския си съперник Апоел Ашдод. По този начин е създаден „Ашодов футболен клуб“ (Moadon Sport Ashdod). И оттогава футболният отбор „Макаби Ирони Ашдод“ беше изтрит.

- През април 2015 г. клубът е възстановен.

## Известни бивши футболисти
- Емил Велев: 1990/94 - (159 мача - 37 гола)
- Красимир Безински: 1993-есен - (14 мача - 1 гол)